# IAR 15
Lo IAR 15 era un caccia monomotore ad ala bassa realizzato dall'azienda rumena Industria Aeronautică Română (IAR) negli anni trenta e rimasto allo stadio di prototipo.

## Storia del progetto
Nei primi anni trenta la Forțele Aeriene Regale ale României, l'allora aeronautica militare del Regno di Romania, emise una specifica per la fornitura di un nuovo aereo da caccia per equipaggiare i propri reparti.
Al concorso parteciparono alcuni produttori aeronautici europei tra i quali la IAR.
L'azienda rumena affidò il progetto all'ingegnere Elie Carafoli il quale dirigeva l'ufficio progettazioni della IAR fin dalla sua fondazione e che aveva realizzato il caccia CV 11 rimasto allo stadio di prototipo. Il nuovo modello conservava un'impostazione classica e realizzato in tecnica mista, monoplano ad ala bassa equipaggiato con un motore radiale ed armamento leggero.
Il primo prototipo, venne portato in volo per la prima volta nel 1933 dimostrando nelle prove di volo risultati incoraggianti. Le autorità militari rumene si dimostrarono interessate e richiesero la fornitura di altri 5 esemplari per le prove di valutazione. Il primo esemplare differiva dai successivi principalmente per essere equipaggiato con un'elica bipala in legno, sostituita con una tripala di costruzione metallica.
Benché nelle prove di volo comparative lo IAR 15 avesse evidenziato una maggiore velocità massima rispetto ai concorrenti, si dimostrò dotato di minor maneggevolezza e le autorità militari gli preferirono il polacco PZL P.11.

## Tecnica
Lo IAR 15 era un velivolo realizzato in tecnica mista e di impostazione classica, monomotore monoplano ad ala bassa con carrello fisso.
La fusoliera, realizzata con struttura in tubi d'acciaio saldati ricoperta nella parte posteriore in tela ed in quella anteriore da pannelli metallici, presentava l'unico abitacolo aperto destinato al pilota. Posteriormente terminava in un impennaggio classico monoderiva con piani orizzontali controventati.
L'ala, montata bassa sulla fusoliera e dotata di alettoni, era realizzata con struttura bilongherone in duralluminio con centine realizzate in legno e metallo, ricoperta da pannelli di duralluminio nella parte centrale e in tela in quelle laterali.
Il carrello d'atterraggio era un biciclo anteriore fisso, con i due elementi anteriori ammortizzati con gambe di forza e ruote dotate di carenatura, integrati posteriormente da un ruotino d'appoggio posizionato sotto la coda.
La propulsione era affidata ad un motore Gnome-Rhône 9Krse costruito su licenza, un radiale a 9 cilindri posti su un'unica fila raffreddato ad aria in grado di erogare una potenza pari a 600 CV (441 kW), posizionato all'apice anteriore della fusoliera e racchiuso in una cappottatura NACA.

## Impiego operativo
Gli esemplari realizzati vennero presi in carico dall'aeronautica militare ed utilizzati nelle scuole di volo per la formazione di piloti da caccia fino all'esaurimento della loro vita operativa.

## Utilizzatori
Romania
- Aeronautica Regală Românã
- Forțele Aeriene Regale ale României